# Raquel Gaspar
Raquel Gaspar (Colmeias), es una bióloga marina portuguesa conocida por estudiar las poblaciones de delfines en el estuario del Sado. Fundó la cooperativa Ocean Alive, en la que promueve la participación de mujeres de las comunidades pesqueras en acciones para proteger las praderas marinas y, en consecuencia, los océanos. Este trabajo fue reconocido por el Ministerio de Ciencia, Tecnología y Enseñanza Superior de Portugal, que le otorgó la Medalla al Mérito Científico en 2019.

## Trayectoria
Raquel Gaspar empezó a interesarse por el mar con los documentales de Jacques-Yves Cousteau. Asistió a la Facultad de Ciencias de la Universidad de Lisboa donde se licenció en biología marina. Hizo su doctorado en Escocia en la Universidad de Saint Andrews donde presentó la tesis: Estado de la población residente de delfines mulares en el estuario del Sado.

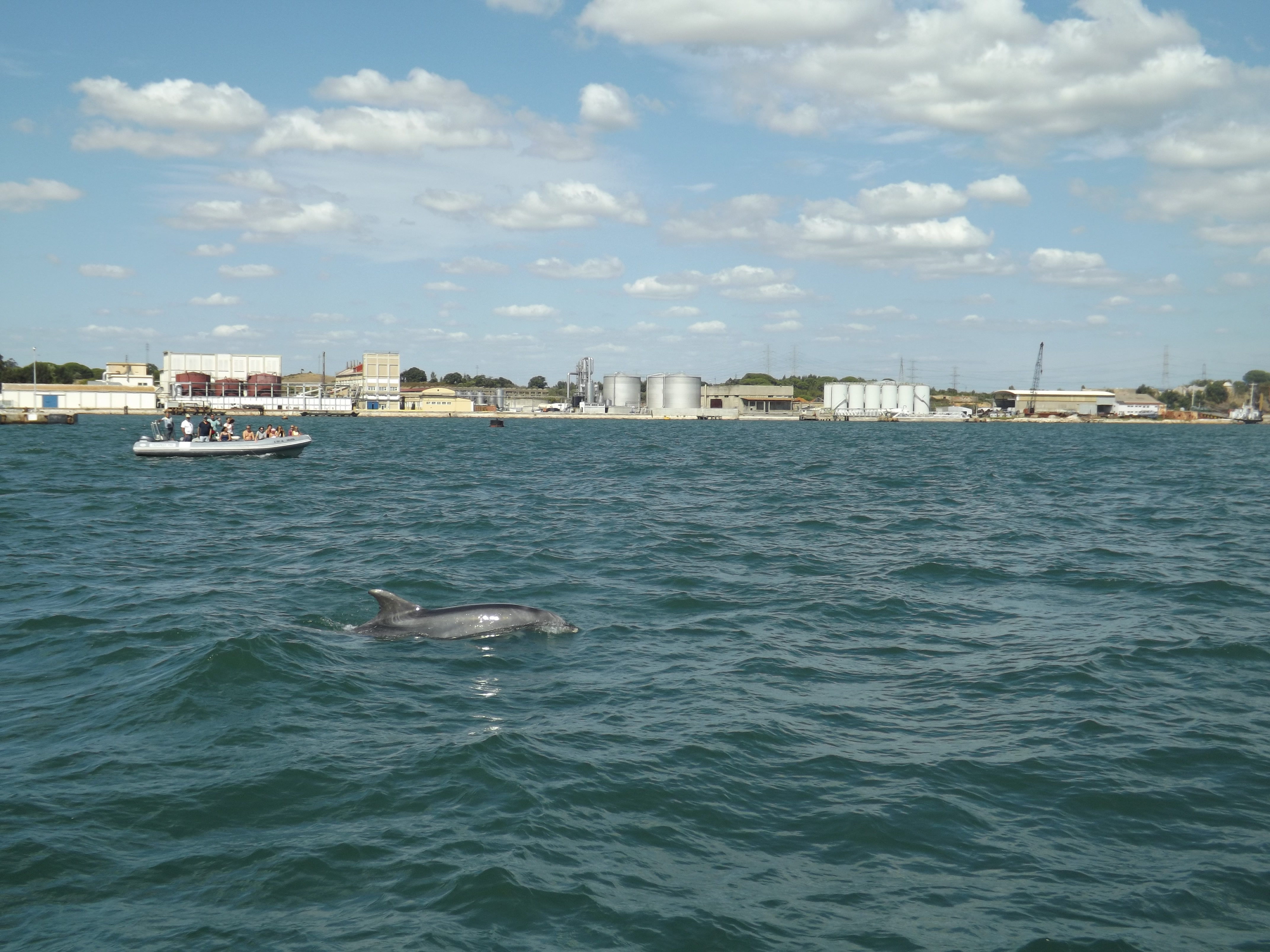
Un delfín mular (Tursiops truncatus) en la bahía del río Sado en Setúbal

Durante su trabajo de investigación con delfines en el estuario del río Sado, se dio cuenta de que su supervivencia dependía de la protección de los peces de los que se alimentaban.
En 2015 fue una de las socias fundadoras de la cooperativa Ocean Alive, que tiene como objetivo promover la preservación de las praderas marinas que sirven de vivero para las presas de los delfines y los océanos, promoviendo campañas en las que participan activamente mujeres de las comunidades pesqueras, a quienes llamaron Guardianas del Mar. Para este proyecto, recibió una subvención de la National Geographic Society para realizar el mapeo de los lechos marinos en el estuario del río Sado.

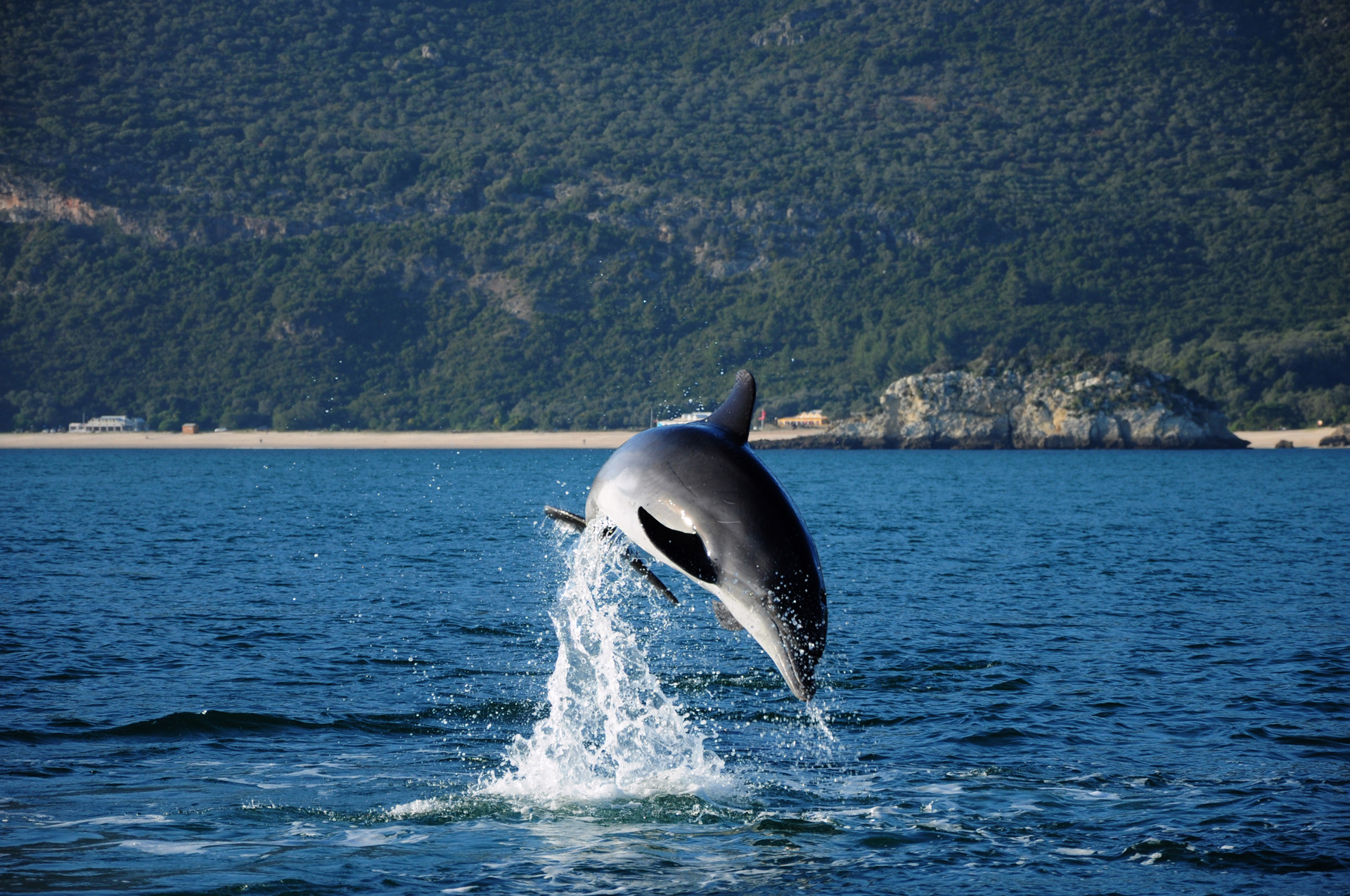
Delfín del Sado en Portinho da Arrábida

### Trabajo de investigación
Su trabajo de investigación se ha centrado principalmente en las poblaciones de delfines mulares que viven en el estuario del río Sado.
A través del monitoreo de la población residente y su hábitat, realizado durante más de 20 años, se logró recopilar datos suficientes para crear un modelo que mostró que la disminución de la población de delfines podría revertirse si se protegieran los pastos marinos, ya que se trata de la fuente de alimento de los peces, que a su vez son consumidos por otros peces.

## Reconocimientos
En 2015, le fue concedida una beca Ariane Rothschild. Un año después, con su proyecto Guardianas del Mar, fue la ganadora del Premio FAZ - Ideas de origen portugués, otorgado por la Fundación Calouste Gulbenkian, que fue presentado por Marcelo Rebelo de Sousa. En 2017, obtuvo el premio Terre de Femmes otorgado por la Fundación Yves-Rocher.
En 2019 fue reconocida por el Gobierno de Portugal con la Medalla al Mérito Científico del Ministerio de Ciencia, Tecnología y Enseñanza Superior. Ese mismo año, el Club de las bahías más bellas del mundo le otorgó una beca al mérito y la National Geographic Society la nombró exploradora.
Su labor, tanto como activista como investigadora, también fue reconocida por el Ministerio de Ciencia, Tecnología y Educación Superior, que le otorgó la Medalla al Mérito Científico en 2019.

## Obra
- 2003 - Estado de la población de delfines mulares residentes en el estuario del Sado y (tesis), Fife.[17]

- 2009 - Las amigas de la niña del mar, ilustraciones de Ângelo Encarnação, Associação Viver a Ciência, ISBN 978-989-96453-0-1.[18][19]
- 2012 - Historias de delfines mulares en Sado, ilustraciones de Marcos Oliveira, Associação Viver a Ciência, ISBN 978-989-96453-1-8.[20][21]